# Johan Gottfrid Gunnarsson
Johan Gottfrid Gunnarsson (1866-1944) fue un botánico, y farmacéutico sueco, especialista en la familia Betulaceae.

## Algunas publicaciones

### Libros
- 1932. Vellingeortens flora: Innehållande förteckning över de vilda och förvildade växter, som av författaren blivit funna inom ett område beläget mellan gessie församling i norr och trälleborgsgränsen i söder, i öster sträckande sig till trälleborgsjärnvägen, i väster till Oresund (Vellinge La flora local: contiene la lista de plantas silvestres y jabalíes, que el autor se ha encontrado en un área ubicada entre la parroquia Gessie en el norte y trälleborgsgränsen en el sur, el estiramiento de este a trälleborgsjärnvägen, en el oeste hasta el estrecho). Ed. Röhrs. 51 pp.
- Andersson, o; jg Gunnarsson. 1957. Svenska Öden i fjärran land. Ed. Häftad. 301 pp.
- Gunnarsson, jg. 1925. Monografi över Skandinaviens Betulae. Med 32 planscher. Zusammenfassung in deutscher Sprache. Arlöv, J.G. Gunnarsson, 1925, xi + 136 pp. 32 planchas y varias figuras

- La abreviatura «Gunnarsson» se emplea para indicar a Johan Gottfrid Gunnarsson como autoridad en la descripción y clasificación científica de los vegetales.[1]